# Contea di Clark (Washington)
La contea di Clark (in inglese Clark County) è una contea dello Stato di Washington, negli Stati Uniti. La popolazione al censimento del 2000 era di 345 238 abitanti. Il capoluogo di contea è Vancouver.

## Geografia
La contea si trova nel sud-ovest dello Stato, al confine con l'Oregon. Il fiume Columbia costituisce il confine con l'Oregon. La contea si colloca tra la Catena Costiera Pacifica e la Catena delle Cascate.
Nella contea si trova la Riserva della tribù Coawlitz, vicino alla cittadina di Ridgefield.

### Contee confinanti
- Contea di Cowlitz - nord
- Contea di Skamania - est
- Contea di Multnomah (Oregon) - sud
- Contea di Columbia (Oregon) - sud-ovest

## Storia
Prima dell'arrivo dei coloni, l'area era abitata dai nativi Chinook. Tra il 1820 e il 1850 le malattie uccisero molti nativi e dal 1850 furono spostati nelle riserve. La spedizione di Lewis e Clark arrivò nell'area nel 1805. La contea fu fondata nel 1845 con il nome di Vancouver District, poi cambiato nel 1849 in contea di Clark dall'Oregon Country in onore di William Clark. Nel 1853 la contea divenne parte del Territorio di Washington.

## Comuni

### Cities
- Battle Ground
- Camas
- La Center
- Ridgefield
- Vancouver (capoluogo)
- Washougal
- Woodland (mostly in Cowlitz County)

### Town
- Yacolt

### Census-designated places
| - Amboy - Barberton - Brush Prairie - Cherry Grove - Dollars Corner - Duluth - Felida - Fern Prairie - Five Corners - Hazel Dell | - Hockinson - Lake Shore - Lewisville - Meadow Glade - Minnehaha - Mount Vista - Orchards - Salmon Creek - Venersborg - Walnut Grove |